# Herbert Butler
Herbert Butler (Amboy, Illinois, 24 de febrer, 1864 - mort el 1946), fou distingit violinista, compositor i pedagog musical estatunidenc.
El seu pare, Alfred, un ferrer, i la seva mare, Emily, eren tots dos de l'estat de Nova York. Herbert era el sisè de vuit fills. Alguna vegada abans de 1880 la família es va traslladar a Colo, Iowa, i el 1889 Herbert vivia a Omaha, Nebraska, on figura al Directori de la ciutat com a "Burt Butler, músic". Va ser en aquest moment quan va estudiar, durant cinc anys, amb el violista, violinista i compositor, Charles Baetens.
El 1893 Butler es va casar amb la seva primera dona, Hanna Amelia Samuelson (1869-1957), una soprano molt dotada d'Orion, Illinois. Pel que sembla, ells (o almenys ell) van continuar vivint a Omaha perquè figura al Directori de la ciutat de 1894 com a "Burt Butler, director musical de Boyd's New Theatre". El 7 d'octubre de 1894 l'"Omaha Daily Bee" va anunciar que "el senyor Herbert Butler tocarà el concert de violí del Dr. Baeten al primer concert del Club de la Dona, que tindrà lloc a finals d'aquest mes". L'acompanyà Martin Cahn al piano. Aquest concert, dedicat a Herbert Butler i que es pensava desaparegut, va ressorgir el 2017 gràcies als esforços de la família Butler que el va situar entre els records que es conservaven a casa de la filla de Herbert Butler, Emily Fleischman.

També va actuar al concert la pianista Mme. Herman [Eliza] Muentefering (1850-1909), instructor de piano local i "un dels personatges més destacats dels cercles musicals d'Omaha" que havia estudiat a Londres amb Sir Charles Hallé. El 9 de novembre de 1894, els estudiants de Muentefering van oferir un recital. Mme. Muentefering va tocar el primer concert per a piano de Mendelssohn acompanyada d'un quintet de corda en què va participar Butler. També es va unir a Mme. Muentefering i Mr. Letovsky en representacions d'obres de Corelli. El gener de 1895 Butler encara era a Omaha, on actuà com a membre del "Quartet Beethoven". En un concert del dia 20, van interpretar obres de Beethoven, Mozart i Mendelssohn. El 8 de setembre de 1895 Herbert i Hanna van navegar a Europa, tots dos per continuar la seva educació musical. El 1905, amb motiu d'una visita a Columbus, Nebraska, un professor Poole va recordar:
| « | <Jo coneixia bé el senyor Butler mentre estudiava a Chicago. Acabava de tornar d'un ampli curs d'estudis a Berlín, sota les instruccions de Joseph Joachim, l'home que ha estat anomenat el rei del violí. Joachim ha estat un virtuós davant del públic durant més de seixanta anys, després d'haver tocat el concert de violí de Mendelssohn en públic a l'edat d'onze anys, amb el mateix Mendelssohn dirigint l'orquestra. Com a professor, Joachim ha resultat més grans artistes que cap altre. Butler també va estudiar amb Gustav Hollaender, un dels principals violinistes, professors i compositors europeus. Mentre era a Berlín, Butler era Konzertmeister de l'orquestra Hochschule. Des de la seva arribada a Amèrica, va ser mestre de concerts de l'orquestra simfònica de Chicago i ara és director del departament de violí del Conservatori Americà de Música de Chicago. Butler interpreta totes les coses importants per al violí i les toca perfectament. Un dels números que ha utilitzat àmpliament en els seus concerts és la famosa Chaconne per a violí no acompanyat de Bach, un dels solos de violí més difícils d'escriure i un dels més bells. Serà estrany que la gent de Colom escolti aquest gran solista a la seva ciutat natal.> | » |

 El 19 de juny de 1896 Herbert va interpretar un Adagio i Rondo de Spohr en un concert del "Stern'sches Konservatorium der Musik" a Berlín. dirigit pel professor Gustav Hollaender. (Der Klavier-Lehrer, 1 d'octubre de 1896). El 13 d'octubre de 1897 va aparèixer a The Musical Courier el següent avís: El senyor Herbert Butler, el talentós violinista d'Omaha, ha estat acceptat com a alumne de Joachim privilegiat a la Hochschule. Joseph Joachim, l'amic de Brahms i Schumann, el violinista per al qual Brahms va compondre el seu concert per a violí, va ser el violí i professor de violí més estimat de la seva època a Europa. Per a Herbert Butler haver estudiat amb ell, absorbir els seus coneixements (i l'estil romàntic alemany) i transmetre'ls als seus estudiants va ser una contribució extremadament important a la història de la música als Estats Units a principis del segle xx.
Hanna Butler, que havia estudiat a Berlín amb el baríton nord-americà (de naixement escocès), George Fergusson (1864-1947), va tornar als Estats Units a principis de 1899: La senyora Herbert Butler, d'Orió, que ha estat tres anys a l'estranger perfeccionant la seva educació musical, visita la ciutat. Demà al matí interpretarà "I Will Exol Thee Oh Lord" de l'oratori Eli [1855] de Michael Costa [(1808-1884)] a l'església presbiteriana central. Pel que sembla, Herbert va tornar al juny o juliol del mateix any: La senyora Herbert Butler, que durant diversos mesos ha estat membre del cor de l'església presbiteriana central, comptarà aquesta nit amb una festa de comiat a càrrec de Miss Katharine Gest, que serà assistida per entretenir els membres del cor central. La senyora Butler marxa aviat a Nova York per trobar-se amb el seu marit en tornar d'Europa. Al setembre va ocupar un lloc docent al Conservatori Americà de Chicago. El conservatori de Chicago obre demà el seu període de tardor. La incorporació més recent a la facultat és Herbert Butler, el violinista. Omahans recordarà al senyor Butler com en algun moment va ser el líder de l'orquestra de teatre de Boyd i molt destacat en els cercles musicals locals. Mentre treballava al Conservatori, Herbert va residir i va ensenyar al "Kimball Hall" de l'avinguda Wabash.

## Debut professional
El 28 de setembre [1899] es va presentar un nou violinista a un públic selecte a la University Hall, Chicago — Mr. Herbert Butler, deixeble de Joachim. Entre els seus números hi havia la polonesa Wieniawski en mi, la Chaconne de Bach i el concert per a violí en si menor de Saint-Saens. En aquest últim, el seu to no era tan gran com de vegades se sentia, però tocava la Chaconne de manera extraordinàriament bona, mostrant l'escolarització completa que ha tingut. Amb pocs anys més probablement adquirirà més repòs. El pianista de l'ocasió va ser Arne Oldberg, que, a més d'acompanyar Butler en la sonata en do menor de Grieg, va interpretar també diverses seleccions per compte propi. Durant els propers anys, nombroses ressenyes, avisos de les actuacions i concerts respectius de Herbert i Hanna van aparèixer a "The Music News", una revista musical de Chicago editada per Charles E. Watt (n. Lima, Ohio 1861; mort Chicago Chicago 1933), que va fundar el "Chicago Piano College" el 1890 i va exercir de director fins al 1910. Watt tenia clarament la missió de promoure la música i els músics nord-americans, com ho demostra el seu "manifest" publicat a "The Music News" el 24 de març de 1922: The Americanization of Music. Per tant, tot el to de la revista (incloses les ressenyes) és aclaparadorament positiu (sovint ingènuament) en la promoció del talent local. Tot i això, és un tresor de l'escena musical de Chicago de l'època. Un suport similar per a Herbert Butler com a "músic nord-americà" va aparèixer a principis del mateix mes en un article de "The Musical Leader", una altra publicació de Chicago: Herbert Butler té molt en compte que es preocupés tant pels seus estudiants i les seves carreres com per la seva.
El 1905, Herbert i Hanna encara estaven casats, tal com suggereix un breu avís: "La senyora Herbert Butler va arribar aquí [Orion] dimecres des de Chicago per a una visita amb parents". Però cap al 1904 Herbert va fundar "The Butler Musical Company", que incloïa una intèrpret, la pianista Alice Drake (1878-1950), de Detroit, Michigan, que seria la seva pròxima esposa. Altres intèrprets del grup van ser Clara Henley Bussing, soprano, i Marguerite Wunderle, arpista. Van ser gestionats pel "Redpath Lyceum Bureau" i van oferir actuacions molt professionals i variades fins a l'oest de Colorado, al sud de Louisiana i a l'est fins a Pennsilvània. Un programa amb una nota marginal de Herbert Butler sobre les gires s'atura a l'octubre de 1904, gener, febrer i març de 1905 mostra un esgotador horari de viatges a quaranta ciutats diferents.

El fulletó anterior de la companyia inclou nombroses ressenyes. Cal destacar l'esment de l'estudi d'Alice Drake a Berlín amb Karl Barth, amic de Joseph Joachim i professor d'Artur Rubenstein i Wilhelm Kempff; anteriorment havia estudiat als Estats Units amb Teresa Carreño. És possible que Herbert i Alice es coneguessin a Berlín i viatgessin pels mateixos cercles musicals. Va ser una pianista formidable i va ser ben rebuda fins i tot per la crítica discriminant a Alemanya. La ressenya de The Berlin Critic diu: 
| « | <"Hem tingut el plaer d'escoltar una de les pianistes dels Estats Units, Miss Drake, una música amb talent i brillant, que durant els darrers quatre anys ha estat alumna d'alguns dels nostres millors mestres, prediu per a ella un futur musical reeixit".> | » |

Herbert i Alice es van casar a Chicago el 3 d'octubre de 1907. El 1910 vivien i ensenyaven a Kimball Hall.

Mentrestant, sense por, Hanna va continuar la seva ocupada carrera interpretant i ensenyant a Chicago com a "Hanna Butler" i va fer viatges anuals a Europa, generalment a França. De fet, els crítics van comentar la seva excel·lència en el repertori francès. Després d'haver estudiat amb George Fergusson, era una soprano de coloratura aconseguida: 
| « | <"La senyora Butler és una de les populars cantants de coloratura de Chicago i membre de la facultat de la "Cosmopolitan School of Music" té un gran nombre d'estudiants en cultura general de la veu."> | » |

Una revisió d'un concert dels seus estudiants el 1922 ("La senyora Hanna Butler presenta un programa únic") elogia la seva habilitat tant com a intèrpret com a professora:
| « | <"La raó, probablement, de tota aquesta riquesa de la veu de soprano als Butler Studios rau en el fet que Mme. Butler és ella mateixa una soprano destacada i, a més de poder il·lustrar la veu perfectament, té tot el repertori adequat per al seu comandament. Mme. Butler ha tingut una carrera honorable com a cantant, havent aparegut a totes les parts del país i en una àmplia varietat de funcions importants. I, on i quan ha aparegut, ha estat per collir corones de llorer d'aprovació pel seu encant de personalitat, el seu coneixement [sic] sobre el que constitueix un cant de concert bo i agradable i el domini total de tots els tecnicismes relacionats amb la veu i una formació musical que li permet interpretar i presentar tot tipus de composició de la manera musical adequada i de la manera més eficaç amb el públic. Aquest coneixement de Mme. Butler s'estén d'una manera molt emfàtica a l'enunciació i pronunciació [sic] de textos en totes les llengües. I, tot i que és especialista en la cançó francesa i se li demana que canti en funcions franceses amb més freqüència que gairebé qualsevol cantant que pogués nomenar-se, i també entén perfectament l'italià i altres idiomes aplicats a la cançó, també és una amant del passat. D'anglès i els seus alumnes sempre reflecteixen en la seva obra pública la cura especial que es té amb aquest detall a l'estudi. No és estrany, doncs, que a aquest artista i professora sincera, intel·ligent i totalment musical hi arribin nombrosos estudiants d'artistes i, sobretot, no és d'estranyar que tants d'ells siguin sopranos."> | » |

 Herbert i Hanna només ells coneixien la raó de la seva separació, però hom es pregunta si les exigències extremes de les seves respectives carreres —ensenyant i interpretant— foren les diferencies.
En un avís detallat d'un concert dels "alumnes de violí avançat" d'Herbert Butler que es donaria el 18 de febrer de 1922, apareix el nom de Lula Giesecke, que interpreta el primer moviment de la Symphonie Espagnole de Lalo. Es tractava de Louise ("Lulu") Giesecke que va venir a Chicago des de Texas el 1919 i, després d'estudiar durant 6 anys amb Butler, es va convertir en la seva tercera esposa el 1926. Finalment, Butler va trobar la seva ànima bessona: una companya violinista: van romandre casats fins a la seva mort el 1946.
Mentrestant, Alice va continuar donant classes al Conservatori Americà fins al 1935, quan es va traslladar a Freeport, on va continuar ensenyant de manera privada i on va morir el 26 de desembre de 1950.
Lulu Butler, una violinista per si mateixa, va ensenyar al Conservatori Americà durant vint anys i després va ensenyar violí i piano de manera privada fins als 77 anys. Va morir a Lombard, Illinois, el 26 de novembre de 1985.
Herbert no només va ensenyar violí, sinó que també va dirigir l'orquestra al Conservatori Americà.Després de retirar-se del Conservatori Americà, Herbert Sr va ensenyar a la Illinois Wesleyan University de Bloomington, Illinois, fins al 1946, any en què va morir. Herbert Jr. (fill) va tenir una carrera exitosa, com el seu pare, com a intèrpret, professor i director d'orquestra. Després de completar els seus estudis a la Universitat d'Indiana, el Conservatori Americà, l'"Eastman School of Music" i la Universitat de Texas, va ensenyar de 1955 a 1960 a la Universitat d'Arkansas, després de la qual va ensenyar a la Universitat de Michigan Occidental fins a la seva prematura mort el 1983. de la direcció de l'Orquestra Simfònica de la WMU, va ser coordinador del seminari de música de cambra de corda de l'escola secundària de la WMU. El 1975 es va convertir en director musical i director de lOrquestra Simfònica de South Bend. Com a intèrpret, va ser el primer violoncel·lista de la Chicago Civic Orchestra i de la Battle Creek Symphony i la Kalamazoo Symphony.
La tradició musical continua a la família Butler: el fill de Herbert Jr., Jeffrey, també és un violoncel·lista aconseguit i és membre de la Houston Symphony des del 1986. Jeffrey Butler és llicenciat en actuacions per la Universitat de Boston i la Universitat de Michigan. Abans va ser membre de la Detroit Symphony i del Boston Composers Quartet, actualment és el violoncel·lista del Fidelis String Quartet i ha aparegut com a solista a lOrquestra de Cambra de Houston i la Galveston Symphony.

## Obres d'Herbert Butler Sr.
Aquestes són les úniques obres publicades conegudes.
- "La sonata en sol menor de Tartini: anàlisi i interpretació i alguns suggeriments sobre com estudiar-la", violinista, vol. 6, núm. 1 (octubre de 1908), pàgines 11-14. Revisat com a: "Sonata en sol menor de Tartini", a Anàlisi i interpretació de divuit composicions de violí per professors americans, Chicago:[21]
- Romanç, op. 3 per a violí i piano (Chicago: Gamble Hinged Music Co., c. 1911). [a la Biblioteca Britànica]
- Sonatina, op. 4 per a violí i piano (1a a 3a posició), (Nova York: Remick Music Corp., cap al 1911; Chicago: Gamble Hinged Music Co., [1911]). [a la UC Wisconsin, Madison; Biblioteca Britànica; la partitura per a piano es troba a Google Llibres]
- Ballada, op. 6 per a violí i piano (Chicago: Gamble Hinged Music Co., [1911]). [a la Biblioteca Britànica]
- Caprici, op. 7 per a violí i piano (Chicago: Gamble Hinged Music Co., [1911]. [A la Arizona State Library, la British Library]
- The Class Violin Instructor (amb Ann Hathaway) (Filadèlfia: T. Presser, c. 1930-32).
- 3 volums: vol. 1-2 Llibre de l'alumne; vol. 3 Manual del professor.

## Alguns estudiants de Herbert Butler
| - Lewis Broaddus - Mabel Stapleton - Louise B. "Lulu" Giesecke Butler; L'esposa d'Herbert Butler. - Minnie Cedargreen - Dorothy Condit - Stella Cox - Helen Dvorak - Lorraine Earnest - Edna Grannon - Dorothy Hallett - Mary Hansen - Richard Hire - John Weicher | - Harry Mazur - Ruth Parker - Ruth Ray - Stella Pauline Roberts - Llewellyn Roubidoux - Rosalie Saalfield - Nesta Smith - Josephine Trott - Dorothy Turek - Walter Wenzel - Ruth Wingert - Guy Herbert Woodard |